# Ватьелли, Франческо
Франческо Ватьелли (итал. Francesco Vatielli; 1 января 1877, Пезаро — 12 декабря 1946, Портогруаро) — итальянский музыковед.
Учился в Музыкальном лицее Пезаро у Пьетро Масканьи и Антонио Чиконьяни, затем изучал филологию в Болонском университете. С 1906 г. заведовал библиотекой Болонского музыкального лицея — богатейшим собранием, в основу которого легла коллекция Джованни Батиста Мартини; одновременно, по инициативе директора лицея Марко Энрико Босси, начал преподавать курс истории музыки. В 1924—1925 гг. был директором Лицея.
Как музыковед публиковался во многих итальянских изданиях, в 1922—1923 гг. издавал собственный журнал La Cultura Musicale. Опубликовал книги «„Музыкальные каноны“ Людовико Цаккони» (1905), «Библиотека Музыкального лицея в Болонье» (итал. La Biblioteca del Liceo Musicale di Bologna; 1917), «Россини в Болонье» (итал. Rossini a Bologna; 1918), «Жизнь и музыкальное искусство в Болонье» (итал. Vita e Arte musicale a Bologna; 1922) и т. д., а также двухтомное учебное пособие «Материал и форма в музыке» (итал. Materia e forme della musica; 1926).
Автор некоторого количества инструментальных и вокальных сочинений.